# Хаджіпур
Хаджіпур (англ. Hajipur, гінді हाजीपुर) — місто в індійському штаті Біхар, лежить на березі Гангу за 10 км від столиці штату Патни (з яким місто сполучає міст Махатма-Ґанді-Сету), адміністративний центр округу Вайшалі.
| Індія | Це незавершена стаття з географії Індії. Ви можете допомогти проєкту, виправивши або дописавши її. |